# Scalarispora
Scalarispora är ett släkte av svampar. Scalarispora ingår i familjen Phakopsoraceae, ordningen Pucciniales, klassen Pucciniomycetes, divisionen basidiesvampar och riket svampar.
|              | Physopella                               |
|              |                                          |
|              | Uredopeltis                              |
|              |                                          |
|              | Phakopsora                               |
|              |                                          |
|              | Aeciure                                  |
|              |                                          |
|              | Macabuna                                 |
|              |                                          |
|              | Catenulopsora                            |
|              |                                          |
|              | Kweilingia                               |
|              |                                          |
|              | Arthuria                                 |
|              |                                          |
|              | Phragmidiella                            |
|              |                                          |
|              | Cerotelium                               |
|              |                                          |
|              | Pucciniostele                            |
|              |                                          |
|              | Crossopsora                              |
|              |                                          |
|              | Uredendo                                 |
|              |                                          |
|              | Uredostilbe                              |
|              |                                          |
| Scalarispora | \| \| Scalarispora hashiokai \| \| \| \| |
|              | \| \| Scalarispora hashiokai \| \| \| \| |
|              | Batistopsora                             |
|              |                                          |
|              | Monosporidium                            |
|              |                                          |
|              | Newinia                                  |
|              |                                          |
|              | Nothoravenelia                           |
|              |                                          |
|              | Dasturella                               |
|              |                                          |
|              | Scalarispora hashiokai                   |
|              |                                          |

|  | Scalarispora hashiokai |
|  |                        |